# آقستافا
آقستافا (بالأذرية: Ağstafa) هي مدينة وعاصمة ومركز بلدية (تم تعيينها في عام 1941) مقاطعة آقستافا في أذربيجان. كانت تاريخيا محطة للقطار.
تملك آقستافا نظام النقل حضري متطور ويدار أغلبه من قبل وزارة النقل.

خط سكة حديد باكو - تبليسي - كارس يربط المدينة بشكل مباشر مع تركيا وجورجيا.